# Мао Ї
Мао Ї (китайська: 毛藝, народилася 16 вересня 1999 року, Жуйцзинь, Ганьчжоу) — китайська гімнастка. Бронзовий призер Олімпійських ігор 2016 року в Ріо-де-Жанейро в командних змаганнях. У 2015 році завоювала срібну медаль в командних змаганнях на Чемпіонаті світу.

## Спортивні досягнення
Мао І почала свою спортивну у 2015 році, коли її включили в збірну команду Китаю. В цьому році вона виступила на чемпіонаті Китаю і в складі Шанхайської команди завоювала срібні медалі в командній першості. В особистому багатоборстві вона стала четвертою, у вільних вправах і на колоді стала восьмою.
У 2015 році на чемпіонаті Азії в Хіросімі, Японія, вона завоювала срібну медаль у командних змаганнях, у вільних вправах посіла сьоме місце.